# Man on Fire (album)
Man On Fire è un mixtape che il rapper Chamillionaire, pubblicato il 10 gennaio 2006 sotto le case discografiche Chamillitary Entertainment e Fear Factor Music.

## Tracce
1. Denzel Washington (Intro)
2. The Kings Are Here (feat. DJ Smallz)
3. Realest Niggas In It (feat. Rasaq)
4. Chamillionaire's Motivation
5. Waiting 4 My Downfall
6. The Truth Is Back!!!
7. Undisputed King Koopa
8. H-Town To A-Town (feat. Lil' Scrappy)
9. Something Like A Pimp
10. Turn It Up (feat.Lil' Flip)
11. My Niggas (feat. Cool & Dre)
12. Millionaires (feat. Young Jeezy & Jazze Pha)
13. Haters Listen Up!
14. I'm A Hustla (feat. Lil' Wayne)
15. Deep Off In The Game (Bun B feat. Chamillionaire & The MddlFngz)
16. Neck Of My Woods
17. Chamillitary Street Check
18. In These Streets (feat. B.G., Stat Quo & Soulja Slim)
19. Hold Up (feat. Bun B, Stat Quo & Chyna Whyte)
20. Talkin' That Talk (feat. David Banner)
21. Hate It Or Love It Houston
22. Rollin' (feat. Scarface & Bun B)
23. From The South (Remix) (Z-Ro feat. Chamillionaire & Lil' Flip)
24. Let's Get It (feat. Rasaq)
25. I Got This (Outro)